# Thanassis Michalopoulos
Athanasios „Thanassis“ Michalopoulos (griechisch Αθανάσιος „Θανάσης“ Μιχαλόπουλος, * 29. September 1973 in Athen) ist ein ehemaliger griechischer Beachvolleyballspieler.

## Karriere
Michalopoulos spielte bei der Europameisterschaft 1999 erstmals mit Manolis Roumelitis, kam aber nicht über den letzten Platz hinaus. Ein Jahr später gab es in Getxo zwei klare Niederlagen gegen Kjemperud/Høidalen und die deutschen Dieckmann-Brüder. In der Vorrunde der Weltmeisterschaft 2001 konnten sie gegen die Konkurrenten aus Brasilien und den USA keinen Satz gewinnen.
Anschließend bildete Michalopoulos ein neues Duo mit Pavlos Beligratis. 2003 konnten die Griechen weder bei der EM in Alanya noch bei der WM in Rio de Janeiro einen Satz gewinnen. Im olympischen Turnier 2004 in Athen mussten sie vor heimischem Publikum nach zwei Niederlagen das letzte Gruppenspiel wegen einer Verletzung aufgeben. Nach dem Turnier trennten sich ihre Wege. Michalopoulos spielte noch bis 2007 mit Emmanouil Xenakis, konnte aber außer einem neunten Platz bei den Athen Open 2005 keine vorderen Platzierungen verbuchen.